# Fuirena pachyrrhiza
Fuirena pachyrrhiza är en halvgräsart som beskrevs av Henry Nicholas Ridley. Fuirena pachyrrhiza ingår i släktet Fuirena och familjen halvgräs. Inga underarter finns listade i Catalogue of Life.